# Encyclopaedic Prosopographical Lexicon of Byzantine History and Civilization
Das Encyclopaedic Prosopographical Lexicon of Byzantine History and Civilization ist ein biographisches Nachschlagewerk (Prosopographie) zur Geschichte des Byzantinischen Reiches, das die Zeit von etwa 300 bis 1500 abdeckt. Aufgenommen sind nicht alle bekannten Byzantiner dieses Zeitraums, sondern nur die Personen, die eine bedeutende Position innehatten oder einen großen Einfluss auf die byzantinische Geschichte ausübten – darunter auch Angehörige von Nachbarvölkern, die für die Byzantinistik relevant sind.
Vorläufer des Werkes war das griechischsprachige „Εγκυκλοπαιδικό Προσωπογραφικό Λεξικό Βυζαντινής Ιστορίας και πολιτισμού“, von dem zwischen 1996 und 2006 sechs Bände mit den Buchstaben von Α bis Ε erschienen sind. Ab 2005 wurde die überarbeitete englischsprachige Version begonnen, deren erster Band 2007 bei Brepols im belgischen Turnhout erschien. Herausgeber sind Alexios G. C. Savvides und Benjamin Hendrickx. Insgesamt sind acht Bände geplant, von denen der letzte eine Bibliographie, einen Gesamtindex und Corrigenda/Addenda enthalten soll. Seit 2012 ist kein Band mehr erschienen.
In dem Werk wurden zahlreiche ungenaue Aussagen, fehlerhafte Schreibweisen, stark veraltete Angaben und inhaltliche Fehler nachgewiesen. Daher wurde teilweise von der wissenschaftlichen Benutzung abgeraten, während andere Rezensenten das Lexikon als willkommenes und nützliches Nachschlagewerk begrüßten.

## Bibliographische Angaben
- Alexios G. Savvides, Benjamin Hendrickx (Hrsg.): Encyclopaedic Prosopographical Lexicon of Byzantine History and Civilization.
  - Band 1: Aaron – Azarethes. Brepols, Turnhout 2007, ISBN 978-2-503-52303-3.
  - Band 2: Baanes – Eznik of Kolb. Brepols, Turnhout 2008, ISBN 978-2-503-52377-4.
  - Band 3: Faber Felix – Juwayni, Al-. Brepols, Turnhout 2012, ISBN 978-2-503-53243-1.